# 森泉弘次
森泉 弘次（もりいずみ こうじ、1934年9月28日 - ）は、日本の人文学者。青山学院女子短期大学名誉教授。はじめロシア・英文学を専攻し、のちユダヤ教の研究に進んだ。

## 経歴
1934年、東京都生まれ。早稲田大学文学部露文科を卒業し、1962年に同大学院文学研究科修士課程を修了。北海道大学大学院文学研究科博士課程英米文学専攻に進み、1973年に中退した。
青山学院女子短期大学講師となり、後に助教授、教授昇進。2005年に青山学院女子短期大学を定年退任し、名誉教授となった。その後も聖学院大学教授として教鞭をとった。学界では、日本翻訳家協会事務局長を務めた。

## 受賞・栄典
- 2006年：『マイモニデス伝』で日本翻訳出版文化賞受賞[1]。

## 著作

### 著書
- 『トルストイとキリスト教』青山学院女子短期大学学芸懇話会 学芸懇話会シリーズ 1980
- 『幸せが猟犬のように追いかけてくる A.J.ヘッシェルの生涯と思想』教文館 2001

### 翻訳
- シルヴァーノ・アリエティ『アブラハムと現代精神』教文館 1988
- シルヴァーノ・アリエティ『パルナス ピサのユダヤ人虐殺』みすず書房 1990
- ショシャーナ・フェルマン『ラカンと洞察の冒険 現代文化における精神分析』誠信書房 1990
- A.J.ヘッシェル『イスラエル預言者』教文館 1992
- ブルーノ・ベッテルハイム『フロイトのウィーン』みすず書房 1992
- ピーター・ゲイ『歴史学と精神分析 フロイトの方法的有効性』成田篤彦共訳 岩波書店 1995
- マーシア・コーエン『世界を変えた女性たち 現代アメリカ・フェミニズム史』宮内華代子共訳 誠信書房 1996
- クリフォード・ギアーツ『文化の読み方/書き方』岩波書店 1996
- A.J.ヘッシェル『人間を探し求める神 ユダヤ教の哲学』教文館 1998
- A.J.ヘッシェル『人は独りではない ユダヤ教宗教哲学の試み』教文館 1998
- A.J.ヘッシェル『イスラエル 永遠性のこだま』教文館 1999
- ローレンス・グレイヴァー『『アンネの日記』もう一つの真実』平凡社 2001
- A.J.ヘッシェル『シャバット 安息日の現代的意味』教文館 2002
- A.J.ヘッシェル『神と人間のあいだ ユダヤ教神学者ヘッシェルの思想入門』末松こずえ共訳 教文館 2004
- A.J.ヘッシェル『マイモニデス伝』教文館 2006
- ケネス・E.ベイリー『ヤコブと放蕩息子』教文館 2006
- D.J.デイヴィス『死の文化史』教文館 コンパクト・ヒストリー 2007
- 小山晃佑『神学と暴力 非暴力的愛の神学をめざして』加山久夫共編訳 教文館 2009
- ケネス・E.ベイリー『中東文化の目で見たイエス』教文館 2010
- 小山晃佑『水牛神学 アジアの文化のなかで福音の真理を問う』訳 教文館 2011
- 小山晃佑『富士山とシナイ山 偶像批判の試み』教文館 2014
- 小山晃佑『十字架につけられた精神 アジアに根ざすグローバル宣教論』教文館 2016

## 論文
- ＜森泉弘次